# يلينا دينديبيروفا
يلينا دينديبيروفا (الروسية: Елена Дендеберова) سبّاحة من الاتحاد السوفييتي. حائزة على ميداليات في الألعاب الأولمبية، وبطولات العالم، وأوروبا. سبّاحة فريدة في تاريخ كل من الاتحاد السوفيتي وروسيا، حيث فازت بميدالية أولمبية في سباق سباحة متنوعة للسيدات.
تعمل حاليًا كمدربة في مدرسة "إيكران" الرياضية المتخصصة للأطفال والشباب (ȘCSR) في (سان بطرسبرغ). وتُعدّ رياضياتها من بين بطلات العالم وأوروبا وروسيا، وحائزات الأرقام القياسية العالمية. ومن بينهن ميرون ليفينتسيف  وإيغور كورنيف ، بالإضافة إلى رياضيين آخرين.

## ميداليات دولية
| تصنيف          | الحدث                           | السنة | اللقاء الرياضي                    | المكان    |
| -------------- | ------------------------------- | ----- | --------------------------------- | --------- |
| ميدالية فضية   | 200 متر سباحة متنوعة            | 1988  | الألعاب الأولمبية الصيفية 1988    | سيؤول     |
| ميدالية فضية   | 4 × 100 سباق تتابع سباحة متنوعة | 1985  | بطولة أوروبا للألعاب المائية 1985 | صوفيا     |
| ميدالية فضية   | 200 سباحة متنوعة                | 1986  | ألعاب النوايا الحسنة              | موسكو     |
| ميدالية فضية   | 200 سباحة متنوعة                | 1986  | بطولة العالم للألعاب المائية      | مدريد     |
| ميدالية فضية   | 400 سباحة متنوعة                | 1987  | بطولة أوروبا للألعاب المائية 1987 | ستراسبورغ |
| ميدالية برنزية | 400 متر متر سباحة حرة           | 1985  | بطولة أوروبا للألعاب المائية 1985 | صوفيا     |